# Schweizerische Numismatische Gesellschaft
Die Schweizerische Numismatische Gesellschaft (SNG) ist die grösste numismatische Vereinigung in der Schweiz, zählt aber auch zahlreiche Mitglieder im Ausland.
Als schweizerische Dachgesellschaft der an Münz- und Geldgeschichte interessierten Personen, Institutionen und Verbände ist sie Mitgliedgesellschaft der Schweizerischen Akademie der Geistes- und Sozialwissenschaften. Der im Jahr 1879 gegründete Verein mit Sitz in Zürich ist als gemeinnützig anerkannt.

## Zeitschriften
Die jährlich erscheinende Schweizerische Numismatische Rundschau und vierteljährlich veröffentlichten Schweizer Münzblätter mit Beiträgen in vier Sprachen geniessen internationalen Ruf.

## Monografien
Die Monographienreihen Schweizer Studien zur Numismatik, Typos und Schweizerische Münzkataloge gehören zu den Referenzwerken auf ihrem Gebiet. Sie umfassen sowohl schweizbezogene Themen als auch alle weiteren Forschungsbereiche der antiken, mittelalterlichen und neuzeitlichen Numismatik.

## Tagungen
Die als „Numismatische Tage“ bezeichneten Tagungen des Vereins finden jedes Jahr an einem anderen Ort, zumeist in der Schweiz, wiederholt aber auch im grenznahen Ausland statt. Die Tagung wird jeweils einem klar umrissenen Teilgebiet der Numismatik gewidmet, das zumeist inhaltlich mit dem Tagungsort verknüpft ist.